# 횃불

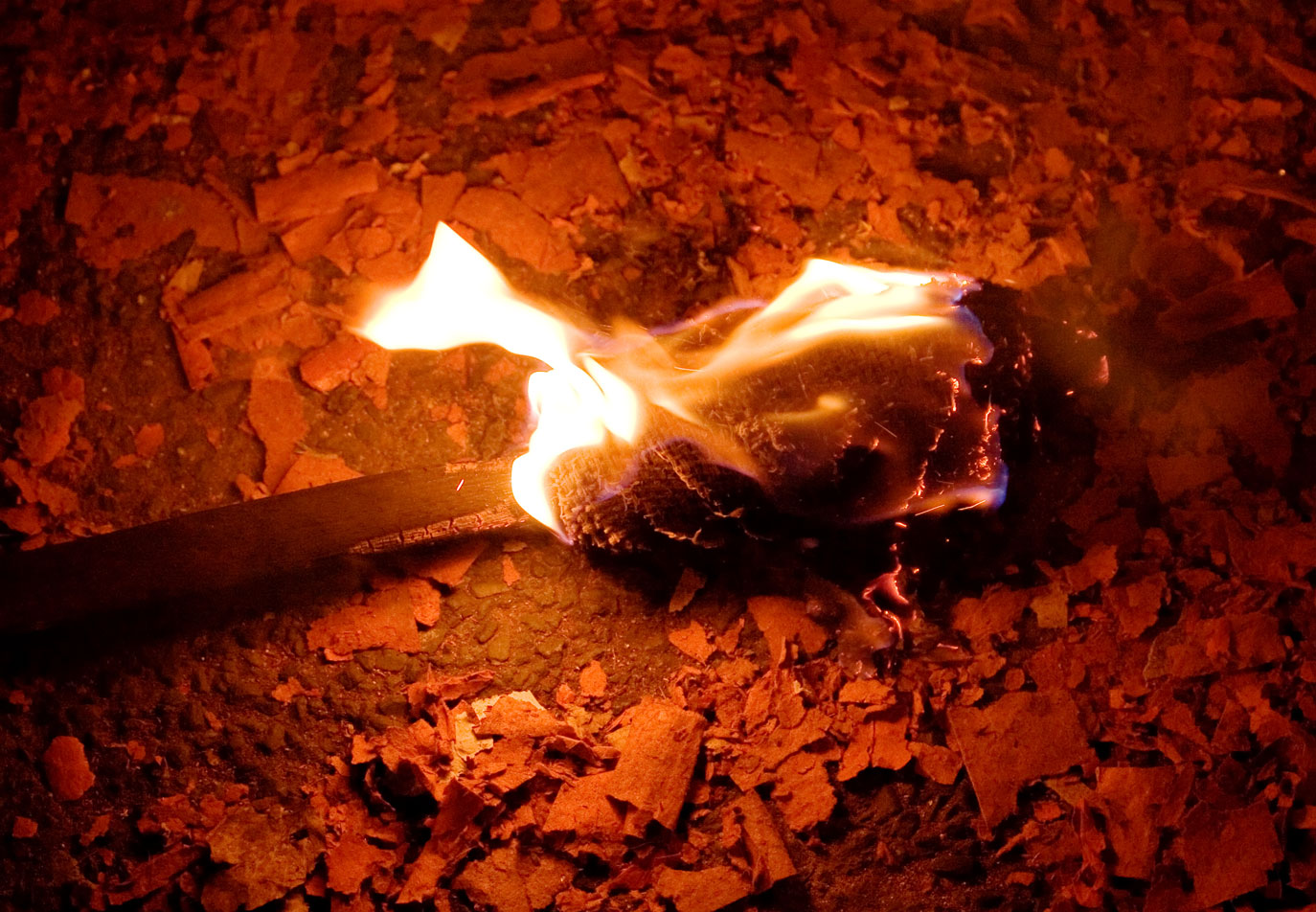
횃불. 영국 남부, 루이스(Lewes)로, 11월 5일의 가이 포크스의 밤에 철야로 행해지는 모닥불 축제로 사용되는 것

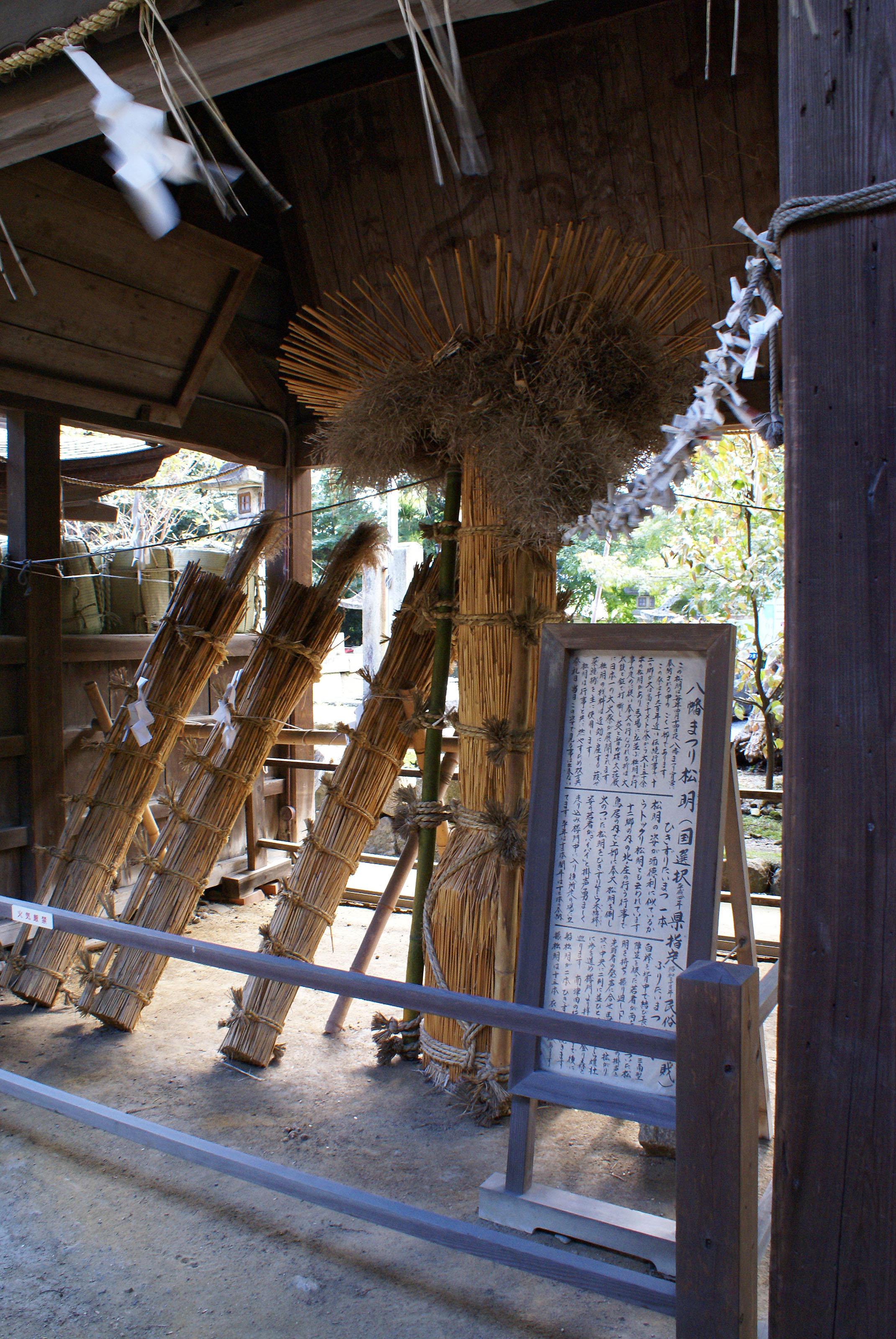
대송명. 오미하치만시의 야와타 축제에서 사용되는 것

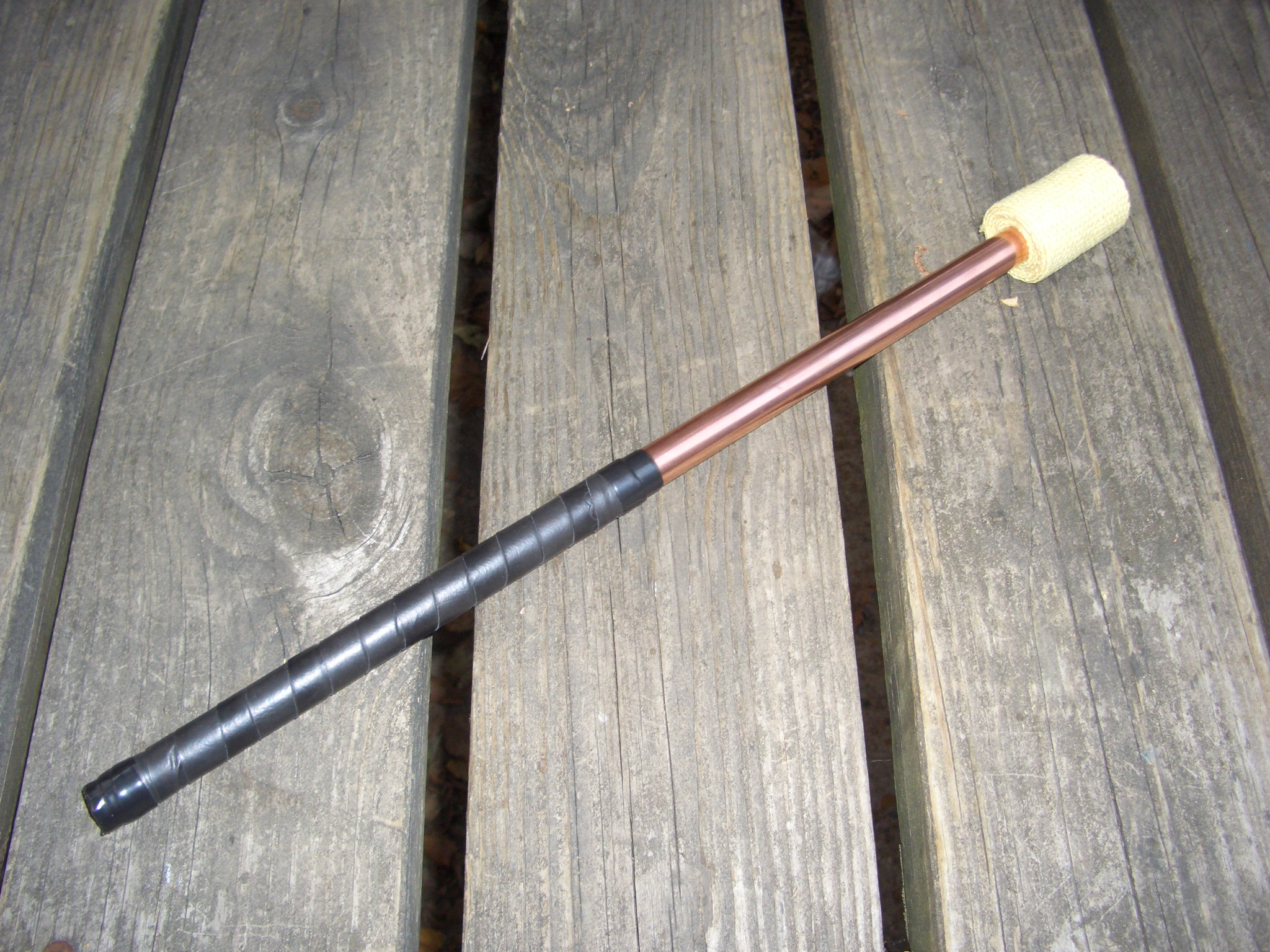
횃불(토치). 동의 봉에 옷감을 감아 만든 것

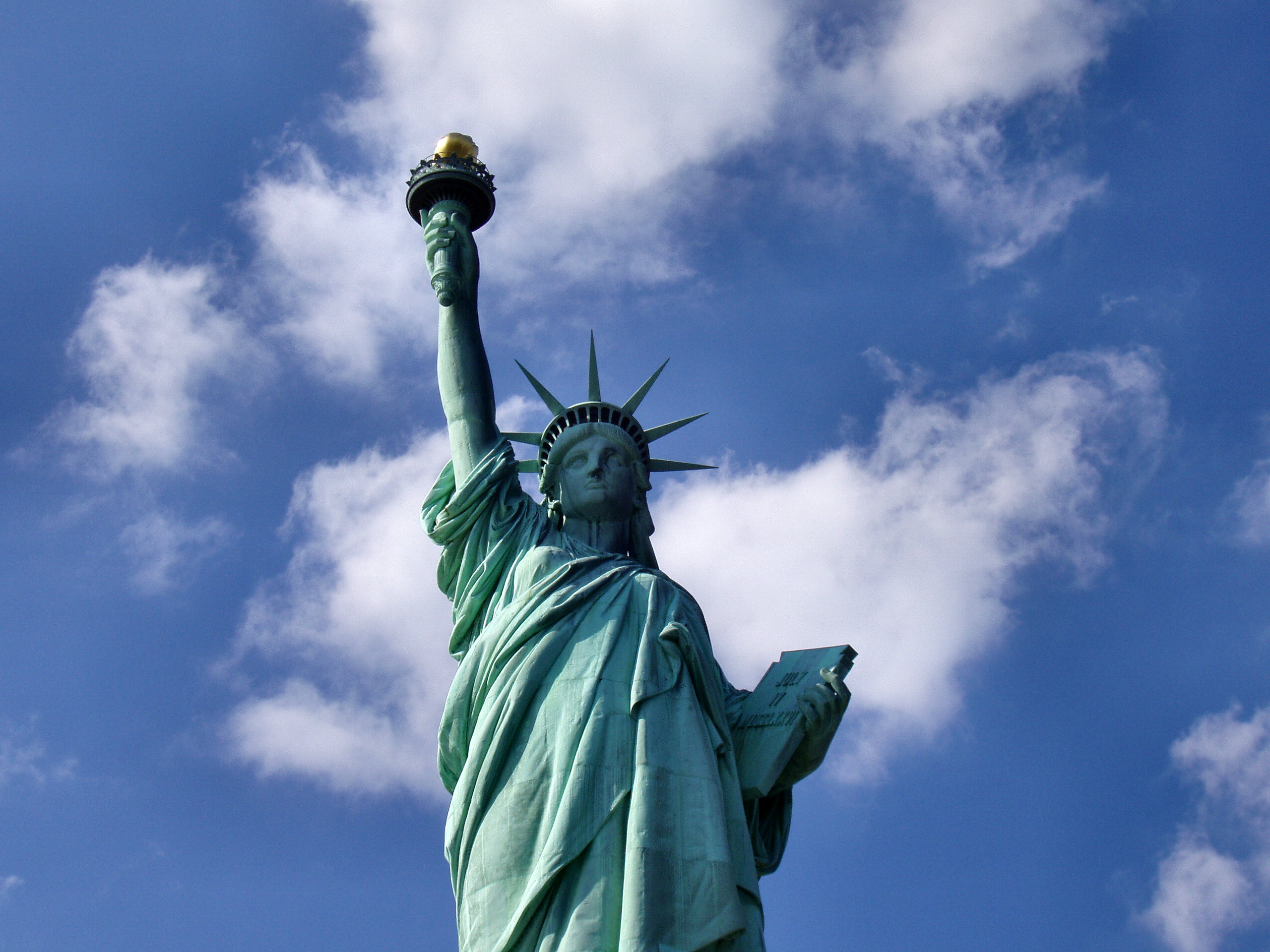
자유의 여신상과 횃불

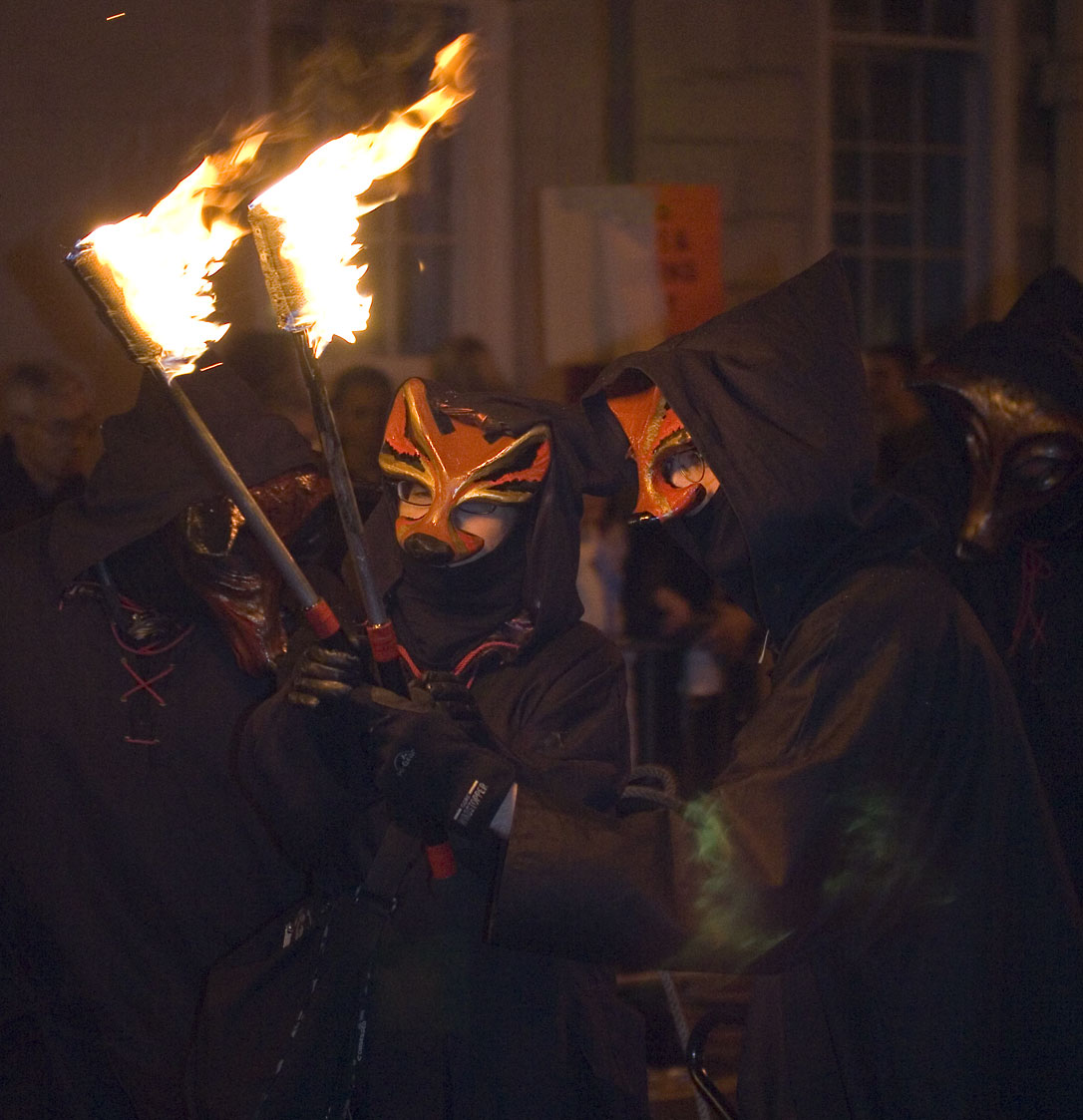
루이스의 가이 포크스의 밤의 풍경

횃불(문화어: 홰불)은 광원이나 조명으로서 사용하기 위해서 손으로 가질 수 있도록 한 불이 붙은 나무 토막 등이다. 통상 긴 봉이나 장대 등의 끝에 송진 등 불타기 쉬운 것에 담근 헝겊을 감은 것이다.
서양의 성이나 교회 등 석조의 건물이나 지하실에서 전기가 없던 시대, 복도나 방에 빛을 밝히기 위해서, 벽에 가로대로 쑥 내밀게 한 촛대(sconce)에 횃불을 꽂기도 했다.
횃불을 사용하고 밤을 비추거나 신성한 불을 옮긴다는 제사나 진화제는 세계 여러 나라에서 볼 수 있다. 또, 여름 등에 횃불로 전답 위를 나는 해충을 굽는 「무시오쿠리」 「벌레 뒤쫓음」등도 행해지고 있었지만, 이것도 후에 농사일로부터 진화제로 받아들여져 진화제에 오곡풍양, 화제 예방, 제충 등의 의미가 첨부되는 경우도 있다.

## 제사를 위한 횃불
횃불은 축제 등의 제사에서 야간의 조명이나, 신성한 불을 옮기는 것으로서 사용되기도 한다. 야간의 참배길을 비추거나 참배자가 횃불을 내걸고 행렬을 짜 신사등에 가다듬어 걷거나 불타기 쉬운 신 등의 나무 직물을 짜 만들어진 제사용의 「오마츠명」에 불붙이고 밤을 비추거나 하계에 달려 나가거나 하는 등, 횃불을 사용한 여러 가지 「진화제」를 한다. 이와 같이 불을 사용하는 기시키에는 보내 불이나 등 보내기 행사 등도 있다. 이러한 밤을 지새우는 제사나, 신들이나 사망자등에 바치기 위한 횃불의 사용은 일본에 한정하지 않고 아시아나 고대 유럽이나 그리스·로마 등, 세계 각국의 모든 민족에게 공통된다고 볼 수 있다.
신성한 불을 옮기는 횃불(토치)로 세계적으로 유명한 것은 올림픽 때, 채화로부터 폐회식까지 지우지 않는 성화를 그리스로부터 각국, 개최국내를 릴레이 하고 달릴 때에도 사용되고 있는 올림픽 성화의 토치이다. 이 토치는 올림픽 성화와 같이 1936년의 베를린 올림픽으로부터 도입되었다.
올림픽 이외의 스포츠 이벤트에서도 토치가 이용되는 일이 있다. 시판의 것에는 내부에 전용 카트리지를 갖춘 것도 있어 화연식 토치와 발연식 토치가 있다.
횃불에는 쇼와 23년에 대마 단속법이 강화될 때까지는 마목이 사용되고 있었지만, 현재는 거의 마목은 사용되지 않았다. 마목을 횃불에 사용하고 있는 신사는 전국에서 2사만되었다.

## 수중용의 횃불
횃불의 불붙이는 부분에 황과 석회를 혼합한 것을 사용하면 물 속에 넣어진 다음에도 불길이 사라지지 않는 횃불이 완성된다. 이러한 횃불은 고대 로마에서 이용되었다.
닌자는 화약을 응용한 횃불을 이용하고 있어 이것을 「도둑질마츠 아키라」 「상록 침엽 교목명」이라고 불러, 대나무 통에 화약을 채운 것으로, 물에 잠수해도 불이 꺼지지 않는다고 여겨진다. 현존하는 것으로서 전체 길이 약 70센티, 굵기 7센티, 대나무의 가죽으로 가려, 동의 손잡이가 있어, 모양에는 분카 12년의 묵서도 볼 수 있다. 또, 군사면에서는 횃불은 방화할 때의 불씨가 되었다.
수중용 횃불에 대해서는 병법서에도 볼 수 있어 카미즈미 노부츠나 전의 「훈열집」(오에가의 병법서를 전국풍으로 고친 서) 권4 「전법」안의 「용화의 비방」에서 「수중, 호우, 불 없게 해 토모스거(횃불)의 비방」의 기술이 있어, 약품을 죽거 안에 싸는 등 닌자가 이용한 상록 침엽 교목명과 비슷해 「물에 붙여 잠시 후 올리면 불이 붙어」, 이것을 「시라누이라는 비방」이라 적고 있다.

## 저글링을 위한 횃불(토치)
저글링 용 토치는 토스 저글링의 도구로서 이용된다. 토치는 저글링의 사이, 공중에 던져 올려지고는 받아들여져 또 던지는 것을 반복한다. 저글링 나이프나 클럽을 던지는 것과 방법은 같지만, 토치가 발하는 소리와 불의 잔상이 관객에 의해 강한 인상을 준다. 그러나 불을 사용하는 것은 위험하기 때문에, 아마추어에게는 곤란한 저글링이며, 숙련한 곡예사라도 좀처럼 화상당하지 않는다고는 해도 주의를 필요로 한다.

## 퍼포먼스로서의 횃불(토치)
캠프 파이어 등에서 행해지는 불을 사용한 퍼포먼스.

## 상징으로서의 횃불
횃불은 「어둠을 비춘다」 「세상을 비춘다」일을 상징하는 일반적인 엠블럼이다. 예를 들어 오른손에 횃불을 가지는 자유의 여신상의 정식명칭은 「세계를 비추는 자유(Liberty Enlightening the World)」이다. 하향으로 교차시킨 횃불은 고대 그리스나 고대 로마에 잘 볼 수 있는 상과 타나토스의 표시였다. 아래를 향한 횃불은 죽음을 상징해, 한편, 위를 향한 횃불은 재생하는 불길의 힘을 나타내 삶의 상징이었다.
어둠을 비추는 토치는 정치 결사나 정당 등의 심볼에도 사용된다. 영국의 보수당의 로고에는 횃불을 가진 손이 다루어져 같이 영국 노동당의 1983년까지의 마크에서는 농민을 의미하는 초에 횃불을 교차시키고 있었다. 자이르의 국기에도 혁명이나 자유를 나타내는 횃불을 가진 손이 중앙에 놓여져 있었다.

## 기독교에서의 횃불
가톨릭교회에서의 긴 역사 중에서 한 번 미사나 의식에서 이용한 것은 안이하게 사용을 그만두지 않는다는 전통이 있었다. 원래, 횃불은 미사의 봉납시에 조명을 행하기 위해만의 것이었지만, 장엄미사에 대해 빠뜨릴 수 없는 것이 되어, 중요한 역할을 완수하게 되었다.
에이드리안 포테스큐(Adrian Fortescue)의 1912년의 저서 「미사: 로마전례에 관한 연구」("The Mass: A Study of the Roman Liturgy")에 의하면 미사에서의 횃불의 것보다 올바른 형식은, 자립식이 아닌, 누군가가 지지하지 않으면 되지 않는 것이었다. 그러나 오늘로는 바티칸으로의 장엄한 미사조차, 횃불을 이용하지 않고, 자립식의 촛대에 꽂은 키가 큰 양초를 이용하고 있다. 이러한 조명은 횃불 소유에 옮겨지고 산크트스가 불릴 때 제단에 옮겨지고 성체 배령이 끝나면 정리할 수 있다.
개신교에서도 성공회 안의 하이 처치(고교회파)나, 루터교의 일부에는 횃불을 예배 안에 사용하는 곳도 있다.

## 토치 램프
건설 현장에서 「토치」라고 하면 작은 소지식의 뜨거운 불길을 내는 버너와, 산소와 아세틸렌(또는 프로판)을 연료로 해, 철 등 금속의 절단이나 용접하기 위해서 사용되는 것이다.

## 같이 보기
- 토치 (저글링)
- 초혼의 큰 횃불